# Robert Parzęczewski
Robert Marek Parzęczewski (ur. 27 października 1993 w Częstochowie) – polski bokser walczący w kategorii półciężkiej. Od 24 marca Mistrz Polski w wadze półciężkiej. Karierę rozpoczął w Starcie Częstochowa.

## Osiągnięcia
- 2014: Młodzieżowy Mistrz Polski w kategorii super średniej[4]
- 2014: Międzynarodowy Mistrz WBF w wadze junior ciężkiej[4]
- 2017: Młodzieżowy Mistrz WBO w wadze junior ciężkiej[4]
- 2017: Międzynarodowy Mistrz Polski w wadze junior ciężkiej[4]
- 2018-nadal: Mistrz Polski w wadze junior ciężkiej[4]

## Lista walk w zawodowym boksie
| Wynik     | Rekord | Przeciwnik (bilans przed walką)  | Rozstrzygnięcie | Runda/Czas | Data       | Miejsce                                                          | Uwagi                                                                         |
| --------- | ------ | -------------------------------- | --------------- | ---------- | ---------- | ---------------------------------------------------------------- | ----------------------------------------------------------------------------- |
| Wygrana   | 34-2   | Robert Racz (27-3)               | UD              | 10         | 10.05.2025 | Miejska Hala Sportowa, Radomsko                                  | Pojedynek w wadze półciężkiej. Main Event                                     |
| Wygrana   | 33-2   | Carlos Alberto Lamela (8-4)      | UD              | 10         | 30.11.2024 | Hala Ośrodka Sportu i Rekreacji, Dziadowa Kłoda                  | Main Event                                                                    |
| Wygrana   | 32-2   | Adrian Valentin (5-1)            | KO              | 5          | 15.03.2024 | Hala Ośrodka Sportu i Rekreacji, Dzierżoniów                     | Main Event                                                                    |
| Wygrana   | 31-2   | Kasim Gashi (20-3)               | KO              | 2          | 29.09.2023 | Miejska Hala Sportowa, Radomsko                                  | Pojedynek w wadze półciężkiej. Main Event                                     |
| Wygrana   | 30-2   | Nuhu Lawal (27-10)               | TKO             | 6          | 10.03.2023 | Hala OSiR, Dzierżoniów                                           | Main Event                                                                    |
| Wygrana   | 29-2   | Tomasz Gromadzki (12-4-1)        | UD              | 10         | 17.09.2022 | Miejska Hala Sportowa, Radomsko                                  | Main Event                                                                    |
| Wygrana   | 28-2   | Taras Gołowaszenko (6-4)         | MD              | 10         | 26.11.2021 | Miejska Hala Sportowa, Radomsko                                  | Obronił pas Międzynarodowego Mistrza Polski w wadze superśredniej. Main Event |
| Wygrana   | 27-2   | Sahan Aybay (10-0)               | TKO             | 5          | 24.09.2021 | Hala Sportowa przy ul.Obrzycka 88 Oborniki                       | Obronił pas Międzynarodowego Mistrza Polski w wadze superśredniej. Main Event |
| Wygrana   | 26-2   | Facundo Nicolas Galovar (10-5-2) | UD              | 6          | 19.03.2021 | Szkoła Podstawowa nr 1 im. Tadeusza Kościuszki, Szklarska Poręba |                                                                               |
| Przegrana | 25-2   | Sherzod Husanov (21-1-1)         | TKO             | 2          | 26.09.2020 | Hala Sportowa Częstochowa, Częstochowa                           |                                                                               |
| Wygrana   | 25-1   | Sladan Janjanin (27-5)           | UD              | 10         | 20.06.2020 | Hotel Arłamów, Arłamów                                           |                                                                               |
| Wygrana   | 24-1   | Patrick Mendy (18-14-3)          | UD              | 10         | 04.10.2019 | Hala Sportowa Częstochowa, Częstochowa                           | Obronił pas Międzynarodowego Mistrza Polski w wadze superśredniej. Main Event |
| Wygrana   | 23-1   | Dmitrij Czudinow (21-4-2)        | TKO             | 2          | 06.04.2019 | Spodek, Katowice                                                 | Zdobył tytuł Międzynarodowego Mistrza Polski w wadze superśredniej            |
| Wygrana   | 22-1   | Dariusz Sęk (28-4-3)             | TKO             | 2          | 22.12.2018 | Hala MOSiR im. Kazimierza Paździora, Radom                       | Obronił tytuł Mistrza Polski w wadze junior ciężkiej                          |
| Wygrana   | 21-1   | Jackson Júnior (21-9)            | TKO             | 1          | 19.05.2018 | Nadarzyn                                                         |                                                                               |
| Wygrana   | 20-1   | Tim Cronin                       | TKO             | 8          | 21.04.2018 | Hala Sportowa Częstochowa, Częstochowa                           |                                                                               |
| Wygrana   | 19-1   | Andrzej Sołdra                   | TKO             | 1          | 24.03.2018 | Hala Ośrodka Sportu i Rekreacji, Dzierżoniów                     | Zdobył wakujący tytuł Mistrza Polski w wadze junior ciężkiej                  |
| Wygrana   | 18-1   | Said Mbelwa                      | TKO             | 3          | 18.11.2017 | Hala Sportowa Częstochowa, Częstochowa                           |                                                                               |
| Wygrana   | 17-1   | Tomáš Adamek                     | TKO             | 5          | 30.09.2017 | Hala ICDS, Łomianki                                              | Zdobył tytuł Międzynarodowego Mistrza Polski w wadze junior ciężkiej          |
| Wygrana   | 16-1   | Zura Mekereshvili                | UD              | 10         | 13.05.2017 | Hala Sportowa Częstochowa, Częstochowa                           | Zdobył tytuł Młodzieżowego Mistrza WBO w wadze junior ciężkiej                |
| Wygrana   | 15-1   | Tomasz Gargula                   | TKO             | 4          | 04.03.2017 | Hala Ośrodka Sportu i Rekreacji, Dzierżoniów                     |                                                                               |
| Wygrana   | 14-1   | Beka Aduashvili                  | KO              | 4          | 24.09.2016 | Hala Sportowo-Widowiskowa Arena, Kalisz                          |                                                                               |
| Wygrana   | 13-1   | Attila Palkó                     | KO              | 1          | 28.08.2016 | Hala Sportowa Częstochowa, Częstochowa                           |                                                                               |
| Wygrana   | 12-1   | Michał Graszek                   | TKO             | 1          | 18.06.2016 | Zamek w Szydłowcu, Szydłowiec                                    |                                                                               |
| Wygrana   | 11-1   | Eryk Ciesłowski                  | TKO             | 2          | 14.05.2016 | Hala Widowiskowo-Sportowa Azoty, Kędzierzyn-Koźle                |                                                                               |
| Wygrana   | 10-1   | Béla Juhász                      | UD              | 6          | 19.12.2015 | Hala ICDS, Łomianki                                              |                                                                               |
| Wygrana   | 9-1    | Bartosz Szwarczyński             | TKO             | 1          | 05.09.2015 | Thunder Gym, Tczew                                               |                                                                               |
| Przegrana | 8-1    | Jessy Luxembourger               | UD              | 8          | 19.06.2015 | Hala Widowiskowo - Sportowa, Ostrowiec Świętokrzyski             |                                                                               |
| Wygrana   | 8-0    | Farouk Daku                      | UD              | 8          | 14.03.2015 | Cuprum Arena, Lubin                                              |                                                                               |
| Wygrana   | 7-0    | Andrei Salakhutdzinau            | UD              | 6          | 12.12.2014 | Hala MOSiR im. Kazimierza Paździora, Radom                       |                                                                               |
| Wygrana   | 6-0    | Ruslan Rodzivich                 | TKO             | 3          | 25.10.2014 | Hala Sportowa Częstochowa, Częstochowa                           | Zdobył tytuł Międzynardodowego Mistrza WBF w wadze junior ciężkiej            |
| Wygrana   | 5-0    | Ivan Stupalo                     | UD              | 8          | 28.06.2014 | Hala Podpromie w Rzeszowie, Rzeszów                              |                                                                               |
| Wygrana   | 4-0    | Ericles Torres Marín             | TKO             | 4          | 26.04.2014 | Galeria Korona, Kielce                                           |                                                                               |
| Wygrana   | 3-0    | Zoltán Kiss Jr.                  | TKO             | 2          | 12.04.2014 | Hala Sportowa Częstochowa, Częstochowa                           | Zdobył tytuł Młodzieżowego Mistrza Polski w wadze super średniej              |
| Wygrana   | 2-0    | Siarhei Krapshyla                | UD              | 4          | 08.02.2014 | Hala Sportowa, Pionki                                            |                                                                               |
| Wygrana   | 1-0    | Piotr Tomaszek                   | UD              | 4          | 23.03.2013 | Hala Sportowa Częstochowa, Częstochowa                           | Debiut w zawodowym boksie                                                     |